# كأس الاتحاد الإفريقي 1993
كأس الاتحاد الإفريقي 1993 هي النسخة الثانية من بطولة كأس الاتحاد الإفريقي.
وتوج بها ستيلا أبيدجان الإيفواري على حساب سيمبا التنزاني.

## الأدوار

### دور ربع النهائي
| المنافس                 | النتيجة           | المنافس 2               |
| ----------------------- | ----------------- | ----------------------- |
| أتليتيكو سبورت أفياكاو  | 0 : 0             | غور ماهيا               |
| سيمبا                   | 3 : 0             | إتحاد الحراش            |
| ستيلا أبيدجان           | 1 : 1             | مبيلينغا                |
| Ethiopian Insurance F.C | 2 : 0             | Zumunta AC              |
| Zumunta AC              | 1 : 0             | Ethiopian Insurance F.C |
| مبيلينغا                | 2 : 2             | ستيلا أبيدجان           |
| غور ماهيا               | 0 : 0 \| 2 : 4 \| | أتليتيكو سبورت أفياكاو  |
| إتحاد الحراش            | 2 : 0             | سيمبا                   |
| 2 : 4                   |                   |                         |

### دور نصف النهائي
| المنافس                 | النتيجة | المنافس 2               |
| ----------------------- | ------- | ----------------------- |
| سيمبا                   | 3 : 1   | أتليتيكو سبورت أفياكاو  |
| ستيلا أبيدجان           | 3 : 0   | Ethiopian Insurance F.C |
| Ethiopian Insurance F.C | 1 : 0   | ستيلا أبيدجان           |
| أتليتيكو سبورت أفياكاو  | 0 : 0   | سيمبا                   |

## النهائي
| ستيلا أبيدجان | 0–0   | سيمبا |
| ------------- | ----- | ----- |
|               | تقرير |       |

| سيمبا | 0–2   | ستيلا أبيدجان |
| ----- | ----- | ------------- |
|       | تقرير |               |